# Filmfare Awards (2009)
54-я церемония награждения Filmfare Awards проводилась 28 февраля 2009 года, в городе Бомбей. На ней были отмечены лучшие киноработы на хинди, вышедшие в прокат до конца 2008 года. Актёры Ранбир Капур и Имран Кхан ведущие первой части мероприятия, актрисы Конкона Сен Шарма и Дипика Падукон ведущие второй части. Церемония награждения была показана по телевидению через восемь дней после проведения, 8 марта 2009 года.
Номинанты были объявлены 16 февраля, 2009 года.

## Награды и номинации

### Главные награды
| Лучший фильм | Лучшая режиссёрская работа |
| --- | --- |
| - Джодха и Акбар - Близкие друзья - Гаджини - Эту пару создал бог - Знаешь ли ты... - Играем рок!! | - Ашутош Говарикер — Джодха и Акбар - А.Р. Муругадосс — Гаджини - Абхишек Капур — Играем рок!! - Адитья Чопра — Эту пару создал бог - Мадхур Бхандаркар — В плену у моды - Нирадж Пандеу — Среда                                                                                          |
| Лучший актёр | Лучшая актриса |
| - Ритик Рошан — Джодха и Акбар - Аамир Кхан — Гаджини - Шах Рукх Кхан — Эту пару создал бог - Акшай Кумар — Король Сингх - Абхишек Баччан — Близкие друзья - Насируддин Шах — Среда | - Приянка Чопра — В плену у моды - Асин — Гаджини - Айшвария Рай Баччан — Джодха и Акбар - Анушка Шарма — Эту пару создал бог - Каджол — Ты, я и мы |
| Мужская роль второго плана | Женская роль второго плана |
| - Арджун Рампал — Играем рок!! - Абхишек Баччан — Саркар Радж - Пратик Баббар — Знаешь ли ты… - Сону Суд — Джодха и Акбар - Тусшар Капур — Весёлые мошенники возвращаются - Винай Патхак — Эту пару создал бог                                                                                         | - Кангана Ранаут — В плену у моды - Бипаша Басу — Берегитесь, красавицы - Кирон Кхер — Близкие друзья - Рэтна Патхак — Знаешь ли ты… - Шахана Госвами — Играем рок!! |
| Лучшая дебютная мужская роль | Лучшая дебютная женская роль |
| - Фархан Ахтар — Играем рок!! - Имран Кхан — Знаешь ли ты... - Анураг Синха — Черное и белое - Харман Баведжа — Любовь 2050 - Никхил Дривэди — Моё имя Энтони Гонсалвес - Пратик Баббар — Знаешь ли ты… - Раджив Кханделвал — Амир - Анупам Кхер — Коварная сделка                                     | - Асин — Гаджини - Ада Шарма — Поместье - Анушка Шарма — Эту пару создал бог - Мугдха Годсе — В плену у моды - Прачи Десаи — Играем рок!! - Сонал Чаухан — Небеса. В поисках рая |
| Лучшая музыка к песне для фильма | Лучшие слова к песне для фильма |
| - А.Р. Рахман — Знаешь ли ты… - А. Р. Рахман — Гаджини - А. Р. Рахман — Джодха и Акбар - Притам Чакраборти — Гонка - Шанкар-Эхсан-Лой — Играем рок!! - Вишал-Шекхар — Близкие друзья | - Джавед Ахтар — Jashn-E-Bahara — Джодха и Акбар - Аббас Тиревала — Kabhi Kabhi Aditi — Знаешь ли ты… - Гулзар — Tu Hi To Meri Dost Hain — Наследники - Джайдип Сахни — Haule Haule — Эту пару создал бог - Джавед Ахтар — Socha Hai — Играем рок!! - Прасун Джоши — Guzaarish — Гаджини  |
| Лучший мужской закадровый вокал | Лучший женский закадровый вокал |
| - Сукхвиндер Сингх — Haule Haule — Эту пару создал бог - Фархан Ахтар — Socha Hai — Играем рок!! - Кэй Кэй — Khuda Jaane — Берегитесь, красавицы - Кэй Кэй — Zara Sa — Небеса. В поисках рая - Rashid Ali — Kabhi Kabhi Aditi — Знаешь ли ты… - Сону Нигам — Inn Lamho Ke Daaman Mein — Джодха и Акбар | - Shreya Ghoshal — Teri Ore — Король Сингх - Alka Yagnik — Tu Muskura — Наследники - Неха Басин — Kuch Khaas Hain — В плену у моды - Shilpa Rao — Khuda Jaane — Берегитесь, красавицы - Шрути Хасан — Marjawaan — В плену у моды - Сунидхи Чаухан — Dance Pe Chance — Эту пару создал бог |

### Награды критиков
| Лучший фильм                                | Лучший фильм                    |
| ------------------------------------------- | ------------------------------- |
| - Мой дорогой Мумбаи (Нишикант Камат)       |                                 |
| Filmfare Critics Award for Best Performance |                                 |
| Мужчины                                     | Женщины                         |
| - Манжот Сингх — Везунчик Лаки              | - Шахана Госвами — Играем рок!! |

### Технические награды
| Лучший сюжет | Лучший сценарий |
| --- | --- |
| - Абхишек Капур — Играем рок!! - Асим Арора — Герои - Дибакар Банерджи, Урми Джувекар — Везунчик Лаки - Нирадж Пандеу — Среда - Сантош Сиван — Тахан   | - Йогеш Винайяк Джоши, Upendra Sidhaye — Мой дорогой Мумбай - Аббас Тиревала — Знаешь ли ты… - Абхишек Капур, Pubali Chaudhary — Играем рок!! - Аджай Монга, Анурадха Тивари, Мадхур Бхандаркар — В плену у моды - Шираз Ахмед — Гонка |
| Лучший диалог в фильме | Лучший монтаж |
| - Маню Риши — Везунчик Лаки - Аббас Тиревала — Знаешь ли ты… - К.П. Сахена — Джодха и Акбар - Нирадж Пандеу — Среда - Йогеш Джоши — Мой дорогой Мумбаи | - Амит Павар — Мой дорогой Мумбай |
| Лучшая хореография | Лучшая операторскую работу |
| - Longines Fernandes — Pappu Can’t Dance Saala! — Знаешь ли ты…                                                                                        | - Джейсон Уэст — Играем рок!! |
| Лучшая работа художника-постановщика | Лучший звук |
| - Шарат Катария, Анджелика Моника Боумик — Везунчик Лаки                                                                                               | - Vinod Subramaniyam — Играем рок!! |
| Лучший дизайн костюмов | За влияние в киноиндустрии |
| - Маноши Нат, Руши Шарма — Везунчик Лаки | - А. Р. Рахман — Джодха и Акбар |
| Лучшие спецэффекты | Лучшая постановка боевых сцен |
| - Джон Диц — Любовь 2050 | - Питер Хейнс — Гаджини |

### Специальные награды
| Пожизненные достижения                                                 | Пожизненные достижения               |
| ---------------------------------------------------------------------- | ------------------------------------ |
| - Bhanu Athaiya                                                        | - Ом Пури                            |
| Специальная премия Filmfare (сертификат)                               |                                      |
| - Пратик Баббар (актёр) — Знаешь ли ты…                                | - Пураб Кохли (актёр) — Играем рок!! |
| Награда имени Р. Д. Бурмана                                            |                                      |
| - Бенни Давал                                                          |                                      |
| Лучшая сцена                                                           |                                      |
| - Эту пару создал бог - Близкие друзья - Джодха и Акбар - Играем рок!! |                                      |

## Наибольшее количество номинаций и побед
Следующие фильмы имели несколько номинаций.
- 10 номинаций Эту пару создал бог and Играем рок!!
- 9 номинаций Джодха и Акбар
- 7 номинаций Гаджини, Знаешь ли ты… and В плену у моды
- 5 номинаций Близкие друзья

Следующие фильмы имели несколько наград.
- 5 побед: Джодха и Акбар и Играем рок!!
- 3 победы: Знаешь ли ты… и Везунчик Лаки
- 2 победы: В плену у моды, Гаджини, Мой дорогой Мумбай и Эту пару создал бог
- 1 победа: Любовь 2050 и Король Сингх